# Святые Горы (село)
Святые Горы (укр. Святі Гори) — село в Менском районе Черниговской области Украины. Население 5 человек. Занимает площадь 0,22 км².
Код КОАТУУ: 7423085505. Почтовый индекс: 15620. Телефонный код: +380 4644.

## Власть
Орган местного самоуправления — Сахновский сельский совет. Почтовый адрес: 15620, Черниговская обл., Менский р-н, с. Сахновка, ул. Шевченко, 5.

## История
До 2016 года село Червоные Горы (укр. Червоні Гори), Лениновский сельский совет с центром в селе Лениновка (ныне Сахновка).